# Église Saint-Antoine-de-Padoue de Toulon
L'église Saint-Antoine-de-Padoue est une église catholique de Toulon dédiée à saint Antoine de Padoue. Elle dépend du diocèse de Fréjus-Toulon.

## Histoire
Les quartiers au nord des fortifications de la ville de Toulon étaient desservis au XIXe siècle par la paroisse Saint-Louis et, alors que la population augmentait, ne possédaient pas d'église. L'abbé Martinenq, curé de La Cadière, achète en 1894 un terrain et la première pierre est bénite le 6 décembre 1894, mais l'abbé Martinenq meurt en novembre 1895 et les travaux sont interrompus pendant trois ans. Les héritiers de l'abbé Martinenq vendent le terrain à l'abbé Fougeiret qui fait reprendre les travaux. L'église de style néo-roman est bénite par Mgr Mignot, le 8 décembre 1898, jour de la fête de l'Immaculée Conception. Après la  loi de séparation de 1905, l'église est considérée comme bien privé, à cause d'une hypothèque en cours que la municipalité ne voulait endosser.
L'église subit une profanation le 14 avril 1906, alors que le pays est agité par les mesures anticléricales de la Troisième République. Le clocher est rebâti en 1920.